# Джек Джонсон (хокеїст)
Джек Джонсон (англ. Jack Johnson; 13 січня 1987, м. Індіанаполіс, США) — американський хокеїст, захисник. Виступає за «Колумбус Блю-Джекетс» у Національній хокейній лізі.
Виступав за Мічиганський університет (NCAA), «Лос-Анджелес Кінгс».
У складі національної збірної США учасник зимових Олімпійських ігор 2010 (6 матчів, 0+1), учасник чемпіонатів світу 2007, 2009, 2010, 2011 і 2012 (35 матчів, 10+8). У складі молодіжної збірної США учасник чемпіонатів світу 2006 і 2007. У складі юніорської збірної США учасник чемпіонатів світу 2004 і 2005.
Досягнення
- Срібний призер зимових Олімпійських ігор (2010)
- Бронзовий призер молодіжного чемпіонату світу (2007)
- Переможець юніорського чемпіонату світу (2005), срібний призер (2004).